# Most hrvatskih branitelja iz Domovinskog rata u Rijeci
Most hrvatskih branitelja iz Domovinskog rata pješački je most u Rijeci. Jedinstveno je urbanističko rješenje u kojem su spojene koncepcije prostorne
intervencije, urbanog javnog objekta i simboličkog memorijalnog objekta. Funkcionira kao javni prostor i kao mjesto pijeteta uz koji je osiguran prostor za službene ceremonije. Premošćuje Mrtvi kanal između dvaju cestovnih mostova. Uvršten je u popis najvrjednijih mostova izgrađenih u zadnjih petnaestak godina zahvaljujući njegovoj iznimnoj oblikovnoj vrijednosti.

## Povijest
Grad je Rijeka 1996. godine usvojio inicijativu da se u čast branitelja izgradi spomen–obilježje.
Za lokaciju je odabran Mrtvi kanal jer su početkom 1990-ih godina upravo s Delte riječki dragovoljci odlazili na bojišta u Domovinskom ratu i izgrađen je kao simbol pobjede i zahvalnosti hrvatskim braniteljima. Most je ujedno i nastavak pješačke zone s Korza preko Trga bana Josipa Jelačića, a planiranjem javnog parka na području Sjeverne Delte, sačuvat će se povijesna sjećanja, izravno vezana za ovo područje, (Spomenik oslobođenja, Memorijalni most hrvatskih branitelja iz Domovinskog rata), a planirano je graditi i postavljati i ostale spomenike i skulpture (npr. skulpturu pape Ivana Pavla II. koji je za svoj stoti pastirski pohod izvan Rima posjetio Hrvatske gradove Rijeku, Dubrovnik, Osijek, Đakovo i Zadar. U Rijeci je noćio pet dana, a 8. lipnja 2003. na predjelu parkirališta Delta održano je svečano euharistijsko slavlje predvođeno svetim ocem Ivanom Pavlom II.).
Nakon javnog arhitektonsko-urbanističkog natječaja projekt je izradio arhitektonski studio 3LHD iz Zagreba i prema riječima povjesničara umjetnosti Igora Žica neobičan je pokušaj izvedbe funkcionalnog spomenika. 
Most je svečano otvoren 21. prosinca 2001.
Prvotni naziv "Most hrvatskih branitelja", promijenjen je 2002. godine u "Most hrvatskih branitelja iz Domovinskog rata". Time je ispunjena želja Stožera za zaštitu digniteta Domovinskog rata i dragovoljačkih udruga kako bi se znalo kome je most zapravo posvećen.

## Opis
Most hrvatskih branitelja iz Domovinskog rata malen je, ali vrlo skladno oblikovan čelični most, dugačak 48 m. 
Hodna ploha (gazište) mosta izgrađena je od rebraste ploče od slitine aluminija i magnezija. Ograda je staklena, s drvenim rukohvatima s jedne i druge strane, u kojima je skriven svjetlovod.
Na lijevoj je obali spomen-obilježje što se sastoji od dvaju armiranobetonskih plosnatih stupova visine 7,5 m, obloženih aluminijskim profilima lima kao i na hodnim plohama, a uz stupove je i mjesto za polaganje cvijeća i paljenje svijeća.
Izgradnja mosta koštala je 1 500 000 €.

## Nagrade
Za Most hrvatskih branitelja 3LHD dobio je priznanje Piranesi (Piran, Slovenija), Bauwelt (Berlin, Njemačka), kao i nagradu najvažnijeg američkog časopisa za dizajn I. D. Magazine. Za isti projekt osvojili su i najvažniju hrvatsku arhitektonsku nagradu Viktor Kovačić za najbolju realizaciju 2001. godine. Arhitektonski studio 3LHD osvojio je i najznačajniju svjetsku nagradu za mlade arhitekte pod nazivom AR+D 2002. godine, nakon koje je britanski časopis „The Architectural Review” u ožujku 2003. organizirao predavanje pod naslovom »Dokument o mostu« u Kraljevskom udruženju britanskih arhitekata u Londonu.

## Vanjske poveznice

### Sestrinski projekti
|  | Zajednički poslužitelj ima još gradiva o temi Most hrvatskih branitelja iz Domovinskog rata u Rijeci  |
|  | Wikiknjige imaju gradivo o temi Domovinski rat/Sadržaj/Hrvatske postrojbe/Primorsko-goranska županija |